# Gjensidige Kvindepokalen
Der Gjensidige Kvindepokalen ist der Pokalwettbewerb im dänischen Frauenfußball. Erstmals wurde er 1993 ausgespielt und Rekordsieger sind der Brøndby IF und Fortuna Hjørring mit je elf Titeln. Seit Anfang 2022 trägt der Wettbewerb den Sponsorennamen des norwegischen Versicherers Gjensidige Forsikring. Der Vertrag läuft zunächst bis zum Sommer 2025. Zuvor war der Pokal als 3F Cup und Sydbank Kvindepokalen bekannt.

## Liste der Endspiele
| Jahr | Sieger           | Finalist         | Ergebnis       | Stadion                   |
| ---- | ---------------- | ---------------- | -------------- | ------------------------- |
| 1993 | HEI Aarhus       | Vorup FB         | 3:1            | Århus Stadion             |
| 1994 | HEI Aarhus       | BK Rødovre       | 3:1            | Århus Stadion             |
| 1995 | Fortuna Hjørring | Odense BK        | 5:1            | Østerbro Stadion          |
| 1996 | Fortuna Hjørring | BK Rødovre       | 3:1            | Parken                    |
| 1997 | BK Rødovre       | HEI Aarhus       | 1:0            | Kolding Stadion           |
| 1998 | Odense BK        | Fortuna Hjørring | 4:3            | Odense Stadion            |
| 1999 | Odense BK        | Frederiksberg FB | 2:1            | Odense Stadion            |
| 2000 | Fortuna Hjørring | Frederiksberg FB | 6:2            | Odense Stadion            |
| 2001 | Fortuna Hjørring | Brøndby IF       | 3:2            | Odense Stadion            |
| 2002 | Fortuna Hjørring | Brøndby IF       | 4:1            | Odense Stadion            |
| 2003 | Odense BK        | Skovbakken IK    | 4:3 n. V.      | Odense Stadion            |
| 2004 | Brøndby IF       | Skovlunde IF     | 2:0            | Brøndby Stadion           |
| 2005 | Brøndby IF       | Fortuna Hjørring | 3:0            | Aalborg Stadion           |
| 2006 | Fortuna Hjørring | Skovbakken IK    | 5:1            | Hjørring Stadion          |
| 2007 | Brøndby IF       | Fortuna Hjørring | 0:0, 2:1 n. E. | Parken                    |
| 2008 | Fortuna Hjørring | SønderjyskE      | 4:0            | Parken                    |
| 2009 | Skovbakken IK    | Fortuna Hjørring | 1:1, 3:2 n. E. | Parken                    |
| 2010 | Brøndby IF       | Skovbakken IK    | 2:0            | Parken                    |
| 2011 | Brøndby IF       | Fortuna Hjørring | 3:2            | Vejle Stadion             |
| 2012 | Brøndby IF       | BK Skjold        | 4:0            | Vejle Stadion             |
| 2013 | Brøndby IF       | Fortuna Hjørring | 3:2            | Hjørring Stadion          |
| 2014 | Brøndby IF       | Odense BK        | 3:1            | TRE-FOR Park              |
| 2015 | Brøndby IF       | Fortuna Hjørring | 2:1            | Brøndby Stadion – Platz 2 |
| 2016 | Fortuna Hjørring | Brøndby IF       | 3:1            | Hjørring Stadion          |
| 2017 | Brøndby IF       | Varde IF         | 3:1            | Sydbank Stadion           |
| 2018 | Brøndby IF       | KoldingQ         | 3:0            | Kolding Stadion           |
| 2019 | Fortuna Hjørring | Brøndby IF       | 1:0            | Parken                    |
| 2020 | FC Nordsjælland  | FC Thy-Thisted Q | 1:0            | Sparekassen Thy Arena     |
| 2021 | FC Thy-Thisted Q | Brøndby IF       | 2:1            | Sparekassen Thy Arena     |
| 2022 | Fortuna Hjørring | FC Thy-Thisted Q | 3:1            | Hjørring Stadion          |
| 2023 | FC Nordsjælland  | Fortuna Hjørring | 2:0            | Aalborg Stadion           |
| 2024 | FC Nordsjælland  | Brøndby IF       | 2:1            | MCH-Arena Herning         |
| 2025 | Fortuna Hjørring | FC Nordsjælland  | 1:0 n. V.      | Lyngby Stadion            |

## Liste der Sieger
| Titel | Verein           | Saisons                                                          |
| ----- | ---------------- | ---------------------------------------------------------------- |
| 11    | Brøndby IF       | 2004, 2005, 2007, 2010, 2011, 2012, 2013, 2014, 2015, 2017, 2018 |
| 11    | Fortuna Hjørring | 1995, 1996, 2000, 2001, 2002, 2006, 2008, 2016, 2019, 2022, 2025 |
| 3     | Odense BK        | 1998, 1999, 2003                                                 |
| 3     | FC Nordsjælland  | 2020, 2023, 2024                                                 |
| 2     | HEI Aarhus       | 1993, 1994                                                       |
| 1     | BK Rødovre       | 1997                                                             |
| 1     | Skovbakken IK    | 2009                                                             |
| 1     | FC Thy-Thisted Q | 2021                                                             |